# Cornelio Masciadri
Cornelio Masciadri (Trecate, 25 ottobre 1923 – Novara, 2 gennaio 2008) è stato un politico italiano.
Insegnante e preside nelle scuole medie e presso l'I.T.A.S. "G. Bonfantini" di Novara, è stato sindaco di Novara dal 1962 al 1967 e parlamentare della Repubblica alla Camera dei deputati dalla V alla VI e al Senato dalla VIII alla X legislatura. È stato anche sottosegretario di Stato ai Trasporti e Aviazione Civile nel Governo Rumor IV. Nella X legislatura il 10 luglio 1991 subentrò al posto di Roberto Cassola, dimessosi il 3 luglio 1991.